# Teatro Fernanda Montenegro
O Teatro Fernanda Montenegro é um teatro localizado na cidade de Curitiba, no Paraná, Brasil.
Inaugurado em setembro de 1993, o auditório fica situado dentro do Shopping Novo Batel, no bairro Batel. Tem capacidade para 551 pessoas e é palco de diversos eventos, artísticos e corporativos.